# Замок святого Георгія (Лісабон)
За́мок свято́го Гео́ргія (порт. Castelo de São Jorge) — замок у Португалії, в центрі столиці Лісабон. Розташований на високому пагорбі, в історичному ядрі міста. Виник на базі римського форту, що використовувався згодом свевами, вестготами і маврами. Укріплений мусульманами у ХІ ст. Перейшов до рук португальців після захоплення Лісабона в 1147 році. Став королівською фортецею внаслідок перенесення столиці в 1255 році. На початку XIII ст. перетворений на королівський палац. Набув сучасного вигляду у 1373—1375 роках за короля Фернанду I. Мав 77 башт й оборонну стіну з кренеляжем, периметром у 5,4 км. Вистояв напади кастильців у 1373 і 1383—1384 роках. За правління короля Жуана I був присвячений святому Георгію (Юрію). На початку XVI століття втратив значення королівської резиденції, яку перенесли до новозбудованого Рібейрівського палацу. За часів унії з Іспанією використовувався як казарма і в'язниця. Укріплений португальцями в ході Реставраційної війни 1640—1668 років. Сильно постраждав внаслідок Лісабонського землетрусу 1755 року; згодом був місцем розквартирування міського гарнізону, притулку для бідних та першої португальської геодезичної обсерваторії (з 1788). Національна пам'ятка Португалії (16 червня 1910). Капітально реставрований у ХХ столітті за ініціативи Антоніу Салазара. Від 1942 року перебуває у власності столиці. Використовується як міський історичний музей. Видимий практично з будь-якої точки міста. Також — замок святого Юрія, замок Сан-Жорже.

## Історія
Місце, на якому стоїть замок, було укріплене і в давнину, і служило укріпленням римлянам, вестготам, а пізніше і маврам. Згідно з даними першоджерел, перша фортифікаційна споруда на цьому пагорбі була збудована в 48 р. до н. е. Надалі її розширили і зміцнили.
До того, як перший король Португалії Афонсу Енрікеш за допомогою хрестоносців завоював замок в 1147 р., тут розташовувалася резиденція мавританського еміра. Історичний Лісабон в мавританський період розвивався  на території між замком Святого Георгія і Тежу. Пізніше цей район отримав назву Алфама. Культ святого Георгія прийшов в Португалію після заключення Віндзорського договору: Георгій Побідоносець вважається покровиелем Англії.
Замок залишався королівською резиденцією до XVI ст., оскільки в 1755 р. він сильно постраждав від Лісабонського землетрусу. У наступні століття в замку проводилися значні відновлювальні роботи, а в 1910 році він був оголошений пам'яткою національного значення.
У замку також розміщується мультимедійна експозиція «Оліссіпонія», присвячена історії Лісабону. У число інших цікавих місць входять Стрічастий зал, археологічні руїни, що датуються VII ст., і музей, розташований у колишньому королівському палаці Алкасова.
В одній з 11 збережених тут веж, Торре-де-Улісессе, встановлено перископ, за допомогою якого можна подивитися унікальні види столичного міста.